# Michalin (Usarzów)
Michalin – część wsi Usarzów w Polsce położona w województwie świętokrzyskim, w powiecie opatowskim, w gminie Lipnik.
W latach 1975–1998 Michalin administracyjnie należał do województwa tarnobrzeskiego.